# Barnesville (Minnesota)
Barnesville è una città degli Stati Uniti d'America, situata in Minnesota, nella Contea di Clay.